# Ang Li
Ang Li (李昂; Pechino, 1985) è una pianista cinese di musica classica.

## Biografia
Ang Li inizia a suonare il pianoforte all'età di un anno; a sei anni appare per la prima volta al pubblico, nella Beijing Concert Hall; il suo debutto in un'orchestra, invece, è avvenuto a tredici anni, a New York, nell'Avery Fisher Hall, con la Little Orchestra Society. Più tardi, nel 2007, riceve un invito sostituire il pianista Yundi Li nello svolgimento del concerto di Ravel in sol maggiore con la China National Symphony Orchestra. È stata reincaricata per lo stesso compito nel 2008, insieme alla Beijing Symphony Orchestra. Ha suonato anche con l'Orchestra Sinfonica di Montréal e con la Fort Worth Symphony Orchestra, la Staten Island Symphony, La Lanaudière Musica Festival Orchestra, la City Chamber Orchestra of Hong Kong e la American Academy of conducting orchestra.
Ang Li è diventata una cittadina canadese nel 2001 e ha guadagnato la fama internazionale con l'OSM Standard Life Competition, dopo aver vinto il primo premio nella categoria B.
Questa pianista ha suonato in quattro continenti: America, Europa, Asia e Australia. È apparsa nella Carnegie Hall, nel John F. Kennedy Center for the Performing Arts, nell'Alice Tully Hall, nel Lincoln Center for the Performing Arts, nel National Arts Centre in Ottawa, in Ruïnekerk of Bergen nei Paesi Bassi, nel Hong Kong City Hall, nel Forbidden City Concert Hall a Pechino, e anche in altri teatri famosi.
Ha fatto anche debuttare un nuovo compositore canadese, Jared Miller, con la sua composizione "Souvenirs d'Europe". Recentemente questo pezzo ha vinto il premio ASCAP Morton Gould Young Composers Award. Li ha anche fatto debuttare in America un altro brano di Jerome Blais: "Es ist genug!".

## Formazione
Ang Li si è laureata nella Curtis Institute of Music, ha ricevuto un master alla Juilliard School e l'Artist Diploma nella Texas Christian University.